# Viratge amb salt
Un viratge amb salt (en anglèsː "jump turn") és una tècnica d'esquí que s'utilitza en zones estretes i pendents, com ara dins una canal, que no permeten un gir complet en paral·lel o càrving. Els viratges amb salt impliquen la plantació del bastó amb el cos ben baix, seguit d'un salt ràpid aixecant ambdós esquís tot invertint la direcció de baixada dels esquiadors.